# 003 y medio
003 y medio es un programa infantil de televisión, emitido por TVE en la temporada 1979-1980, con guiones de Guillermo Summers, realización de Francisco Abad y Leopoldo Gutiérrez y presentado por Torrebruno.

## Formato
Emitido en la mañana de los sábados, y estrenado cuando su presentador ya se había consagrado como la principal baza de Televisión española para atraer al público infantil, el programa seguía en cierta medida, la línea ya marcada por sus predecesores La Guagua, El recreo y La locomotora, aunque introducía novedades con respecto a los mencionados: 
Torrebruno interpretaba semanalmente una historieta metiéndose en la piel de Rocky Chaparro, Agente 003 y medio (caricaturizando al famoso Agente 007), y flanqueado por sus fieles ayudantes Gela (interpretada por la actriz Paloma Pagés), Tina (Mirta Bonet) y Mimoso (Juan Pastor), resolvía casos misteriosos de robos o crímenes sin resolver.